# Аудио-фидбек
Аудио повратна спрега је процедура у социјалном раду и другим стручним интервенцијама како би клијентима показала како звуче другима, пуштањем снимка и систематском анализом садржаја. Употребом видео технологије на сличан начин је успостављена процедура видео повратна спрегаа.